# Richard Doehler
Emil Hermann Richard Doehler (* 16. Oktober 1865 in Zittau; † 16. September 1935 in Dresden) war ein evangelischer Pfarrer und Historiker.
Das Ehrenmitglied in der Oberlausitzischen Gesellschaft der Wissenschaften war von 1895 bis 1903 Pfarrer in Leuba bei Görlitz sowie Geistlicher am Stadtkrankenhaus Dresden-Friedrichstadt und seit 1914 Pfarrer in Dresden. Besonders als Historiker und Heimatforscher machte sich Doehler einen Namen.

## Werke
- Regesten der Urkunden des Klosters zu Marienthal nach den sämtlichen Originalen des Archivs, 1234 bis 1896, nebst Register und zwei Siegeltafeln. In: Neues Lausitzisches Magazin (NLM). Band 78, 1902, S. 1–138 (Digitalisat)
- Die Urkunden der zu Joachimstein gehörigen Rittergüter Radmeritz, Niecha, Markersdorf, Nieder-Linda, Tauchritz, Maltitz mit Tettichen, Küpper, sowie des Rittergutes Nieder-Leuba in Regesten bearbeitet und zugleich mit einer Geschichte der älteren Ortsherrschaft von Radmeritz und des Stiftes eingeleitet. In: Neues Lausitzisches Magazin (NLM). Band 81, 1905, S. 1–192
- Geschichte des Dorfes Leuba in der Königlich Sächsischen Oberlausitz. Zittau 1907
- Geschichte der Rittergüter und Dörfer Lomnitz und Bohra. Görlitz 1909